# Desert Blue
Desert Blue (Brasil: Uma Aventura no Deserto ) é um filme estadunidense de comédia dramática de 1998, escrito e dirigido por Morgan J. Freeman, estrelado por Brendan Sexton III, Kate Hudson, Christina Ricci, Casey Affleck, Sara Gilbert e John Heard.

## Sinopse
Uma estrela em ascensão de Hollywood fica "abandonada" em uma pequena cidade deserta enquanto faz uma viagem com o pai. Lá, ela conhece os moradores bastante excêntricos da cidade, incluindo um jovem por quem se apaixona que está tentando realizar o sonho de seu pai de construir um parque aquático no deserto.

## Elenco
- Casey Affleck como Peter Kepler
- Brendan Sexton III como Blue Baxter
- Kate Hudson como Skye Davis
- Christina Ricci como Ely Jackson
- John Heard como Prof. Lance Davidson
- Ethan Suplee como Cale
- Sara Gilbert como Sandy
- Isidra Vega como Haley Gordon
- Peter Sarsgaard como Billy Baxter
- Rene Rivera como Dr. Gordon
- Lee Holmes como Deputy Keeler
- Lucinda Jenney como Caroline Baxter
- Jerry Agee como agente de seguros
- Daniel Von Bargen como xerife Jackson
- Richmond Arquette como motorista de caminhão
- Michael Ironside como Agente Frank Bellows
- Nate Moore como Agente Red
- Ntare Guma Mbaho Mwine como Agente Green
- Aunjanue Ellis como Agente Summers
- Fred Schneider como KBLU Radio DJ (voz)
- Liev Schreiber como Mickey Moonday (voz)
- MacDaddy Beefcake como Telly Clems (voz)

## Trilha sonora
A trilha sonora apresenta músicas de The Candyskins, Rilo Kiley, Janis Ian e outros.

## Recepção
O Rotten Tomatoes, agregador de críticas, relata que 37% dos 19 críticos pesquisados deram uma crítica positiva ao filme; a classificação média foi 5/10. Glenn Lovell, da Variety, chamou de "uma comédia enjoativa e mecanizada". Lawrence van Gelder, do The New York Times, escreveu: "[O] gracioso toque literário e direção de Morgan J. Freeman transforma esses jovens em indivíduos, em vez de caricaturas habituais do cinema".  John Anderson, do Los Angeles Times, escreveu: "É uma pequena história, talvez até um filme efêmero, mas Desert Blue também possui uma capacidade novelística de caráter e cenário, sem o sentimentalismo grosseiro ou a vulgaridade gratuita da maioria dos filmes voltados para adolescentes". Roger Ebert, do Chicago Sun-Times, classificou três de quatro estrelas e comparou com The Last Picture Show e U Turn, dizendo que esta é a versão "chá de ervas" desta última. Lisa Schwarzbaum, da Entertainment Weekly, classificou-a com um C e descreveu o cenário como "mais um drama indie ambientado em uma reminiscência fortaleza, por meio de excentricidade agressiva, como Northern Exposure da TV".